# السيد (مسلسل تلفزيوني)
السيد هو مسلسل تلفزيوني درامي وتاريخي وأكشن إسباني من إنتاج شركة ثبرا للإنتاج لصالح برايم فيديو. الفيلم من بطولة خايمي لورينتي، خوسيه لويس جارثيا بيريث، إيليا جاليرا، كارلوس بارديم، خوان إيشانوف، أليثيا سانث، فرانثيسكو أورتيث، خايمي أولياس، لوسيا غيريرو، لوسيا دييث، نيكولاس إيلورو، خوان فرنانديز، بابلو ألفاريز، جينيس غارسيا ميلان، داني تاتاي، ديفيد كاستييو، ألبارو ريكو، حامد كريم وزوهار ليبا. 
أُصدر المقطع الدعائي للمسلسل في 12 نوفمبر 2020.  عُرض المسلسل لأول مرة في 18 ديسمبر 2020.
في 12 يناير 2021، أٌنتج موسم ثانٍ للمسلسل،  والذي عُرض لأول مرة في 15 يوليو 2021 علي منصة أمازون برايم فيديو. 

## القصة
مسلسل السيد مبني على مغامرات رودريغو دياث دي فيفار، وهو نبيل وقائد عسكري من بورغوس في العصور الوسطي. اختلف لقبه باختلاف المسلمين الإسبانيين الذين أطلقوا عليه اسم السيد،  والمسيحيين الذين أطلقوا عليه اسم إل كامبيدور.
يعد هذا النبيل أحد أشهر الشخصيات في العصور الوسطي الإسبانية، كونه الفارس الذي لم يُهزم والذي كان من خلال بطولاته ركيزة أساسية في غزو الممالك المسيحية في شبه الجزيرة. كان تابعًا للملكان : سانشو الثاني وألفونسو السادس ملك ليون، لكنه خدم أيضًا طائفة سرقسطة وحارب المرابطين في شبه الجزيرة، وقهر طائفة فالنسيا .
وسيشارك النبيل الشهير في معارك مختلفة بين الممالك المسيحية والطوائف الإسلامية في شبه الجزيرة الإيبيرية، بالإضافة إلى حروب السلطة بين الممالك المسيحية.

## التصوير
سُجل الموسم الأول من السيد إلى حد كبير في مقاطعة سوريا : المينار دي سوريا وقلعتها، في الكنيسة الرومانية في سان ميغيل دي ألماثان، كالاتانياثور، دورويلو دي لا سييرا وفي جبال أوثيرو، في المنتزه الطبيعي لـ وادي نهر لوبوس . تم تصوير التسلسلات أيضًا عند باب سوق المازان وفي الدير الرومانسكي لكاتدرائية سان بيدرو دي سوريا. وبالمثل، في مقاطعة بورغوس، اُلتقطت المشاهد في فرياس وفي غابة مونتي سانتياغو، بينما سُجلت في سرقسطة في قصر الجعفرية، وشملت المواقع الأخرى الباراسين ومدريد ( كنيسة سان إيسيدرو الجماعية ) وسان مارتين دي فالديجليسياس وجوادامور ولا أدرادا . 

## الشخصيات
- خايمي لورينتي في دور رودريغو دياز دي فيفار "السيد" أو روي.
- لوسيا غيريرو بدور خيمينا دياث .
- خوسيه لويس غارسيا بيريث في دور فرديناندو الأول العظيم † (ت 1065).
- إيليا جاليرا في دور الملكة سانشا ملكة ليون .
- أليسيا سانث بدور إنفانتا أوراكا دي ليون.
- لوسيا دييث في دور إنفانتا إلفيرا دي ليون.
- خايمي أولياس بدور ألفونسو السادس شجاع ليون.
- فرانسيسكو أورتيث بدور سانشو فرنانديث الثاني القوي ملك قشتالة.
- نيكولاس إيلورو في دور غارسيا دي غاليسيا .
- جينيس غارسيا ميلان بدور راميرو الأول ملك أراغون † (ت 1063).
- خوان إيشانوف في دور الأسقف دون برناردو.
- خوان فرنانديز بدور رودريغو، جد رودريغو دياث دي فيفار ( فلين مونيوز ) †.
- كارلوس بارديم بدور الكونت فلاين دي ليون † (ت 1065).
- أرتورو دي لا توري في دور المحتسب
- داني تاتاي في دور بلتران راميريث.
- بابلو ألفاريز في دور أوردونيو فلاينيث، ابن الكونت فلايين دي ليون.
- ألفونس نيتو في دور فيليدو .
- سارة فيدوريتا في دور إيرميسيندا.
- رودريغو بويسون في دور فيلاردي †.
- دانيال البلاديجو في دور السيد أورتث.
- ألفارو ريكو في دور نونيو †.
- أدريان سالثيدو في دور ألفار.
- ديفيد كاستييو في دور ليساردو.
- إغناسيو هيراس في دور تريفون.
- حميد كريم بدور المقتدر .
- زوهار ليبا في دور أبو بكر
- إميليو بوالي في دور سابادا.
- سارة بيرلس في دور أمينة.
- عادل كوكوه في دور مندير.
- سامي خليل في دور يوسف.

## الحلقات

### الموسم الأول (2020)
| رقم | العنوان     | المخرج                               | الكاتب | تاريخ الإصدار  |
| ١   | المؤامرة    | ميجيل الكنتود وأدولفو مارتينيث بيريث | الحبكة: لويس أررنث وأدلفو مارتينيث بيريث وخوسيه بيلاسكو السيناريو: لويس أررنث وأدلفو مارتينيث بيريث وخوسيه بيلاسكو | 18 ديسمبر 2020 |
| ٢   | المصيبة     | ماركو كاستييو                        | الحبكة: لويس أررنث وأدلفو مارتينيث بيريث وخوسيه بيلاسكو السيناريو: لويس أررنث وأدلفو مارتينيث بيريث وخوسيه بيلاسكو | 18 ديسمبر 2020 |
| 3   | البركة      | ميجيل الكنتود                        | الحبكة: لويس أررنث وأدلفو مارتينيث بيريث وخوسيه بيلاسكو السيناريو: لويس أررنث وأدلفو مارتينيث بيريث وخوسيه بيلاسكو | 18 ديسمبر 2020 |
| 4   | سيد المعارك | ماركو كاستييو                        | الحبكة: لويس أررنث وأدلفو مارتينيث بيريث وخوسيه بيلاسكو السيناريو: لويس أررنث وأدلفو مارتينيث بيريث وخوسيه بيلاسكو | 18 ديسمبر 2020 |
| ٥   | الغفران     | أرنتاسا ايتشيباريا                   | الحبكة: لويس أررنث وأدلفو مارتينيث بيريث وخوسيه بيلاسكو السيناريو: لويس أررنث وأدلفو مارتينيث بيريث وخوسيه بيلاسكو | 18 ديسمبر 2020 |

### الموسم الثاني (2021)
| رقم حلقات المسلسل | رقم حلقات الموسم | العنوان | المخرج               | الكاتب | تاريخ الإصدار |  |
| 6                 | 1                |         | ألبرتو رويث روخو     | الحبكة: لويس أررنث وأدلفو مارتينيث بيريث وخوسيه بيلاسكو السيناريو: لويس أررنث وأدلفو مارتينيث بيريث وخوسيه بيلاسكو | 15 يوليو 2021 |  |
| 7                 | 2                |         | ميجيل الكنتود        | الحبكة: لويس أررنث وأدلفو مارتينيث بيريث وخوسيه بيلاسكو السيناريو: لويس أررنث وأدلفو مارتينيث بيريث وخوسيه بيلاسكو | 15 يوليو 2021 |  |
| 8                 | 3                |         | ميجيل كارباييو       | الحبكة: لويس أررنث وأدلفو مارتينيث بيريث وخوسيه بيلاسكو السيناريو: لويس أررنث وأدلفو مارتينيث بيريث وخوسيه بيلاسكو | 15 يوليو 2021 |  |
| 9                 | 4                |         | أدلفو مارتينيث بيريث | الحبكة: لويس أررنث وأدلفو مارتينيث بيريث وخوسيه بيلاسكو السيناريو: لويس أررنث وأدلفو مارتينيث بيريث وخوسيه بيلاسكو | 15 يوليو 2021 |  |
| 10                | 5                |         | ماركو كاستييو        | الحبكة: لويس أررنث وأدلفو مارتينيث بيريث وخوسيه بيلاسكو السيناريو: لويس أررنث وأدلفو مارتينيث بيريث وخوسيه بيلاسكو | 15 يوليو 2021 |  |